# Лемель, Клод
Клод Лемель (англ. Claude Lemesle; род. 1945) — французский поэт-песенник.

## Биография
Родился 12 октября 1945 года в Париже.
Является членом союзов Syndicat national des auteurs et des compositeurs (SNAC) и Société des auteurs, compositeurs et éditeurs de musique (SACEM). Кавалер (1998) и офицер (2011) ордена Почётного легиона.
Является автором слов песен выдающихся исполнителей, среди которых — Джо Дассен, Серж Реджани, Фрида Боккара, Изабель Обре, Мирей Матьё, Жильбер Беко, Мишель Фюген и многие другие.
В 2006 году был создан конкурс Grand Prix Claude Lemesle, который позже сменил своё название на  Prix Pierre Delanoë в честь умершего автора французских песен Пьера Деланоэ.